# Wadi Al-Hitan
Wadi Al-Hitan (Arabisch: وادي الحيتان, Nederlands: Walvisvallei) is een paleontologische site in het noorden van Egypte op ongeveer 150 kilometer van Caïro.
In de vallei, die miljoenen jaren geleden deel van de Tethysoceaan was, liggen honderden miljoenen jaren oude fossielen van de vroegste walvissoorten, de archaeoceti. De eerste walvisfossielen werden in 1902-1903 ontdekt. De fossielen tonen de laatste stadia - het verdwijnen van de achterste ledematen - van hoe de walvis zich ontwikkelde van een landdier tot een zeezoogdier. De walvissen hadden reeds de gestroomlijnde vorm van de huidige walvissen maar vertonen ook nog primitieve kenmerken in de schedel- en tandstructuur. De walvisvallei is de belangrijkste site ter wereld waar deze evolutie te zien is. Andere fossielen in de vallei maken het mogelijk om ook de leefomgeving van de walvissen te reconstrueren.

## Werelderfgoed
Vanwege de unieke hoeveelheid, de concentratie en de kwaliteit van de fossielen is de Walvisvallei in juli 2005 opgenomen in de UNESCO-Werelderfgoedlijst met het criterium "viii".